# Maksymilian Fiszgrund

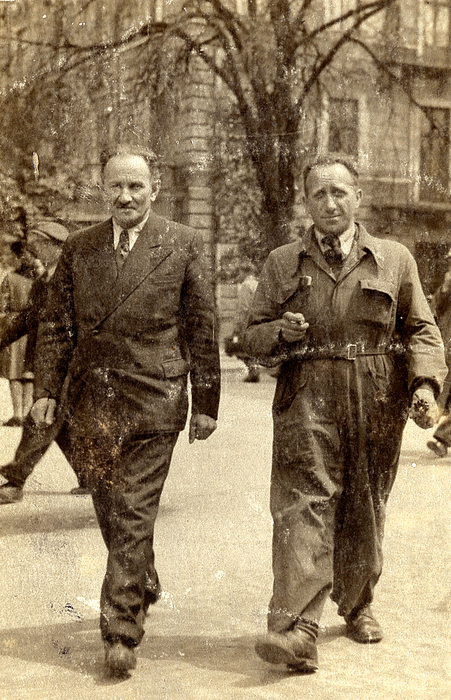
Kraków. Na zdjęciu Maksymilian Fiszgrund i Emil Haecker, współpracownicy z krakowskiego pisma socjalistycznego „Naprzód”. Maksymilian Fiszgrund z lewej.

Maksymilian Fiszgrund, także Fischgrund (ur. 6 sierpnia 1887 w Sułkowicach, zm. 23 maja 1978 w Krakowie) – polski dziennikarz, tłumacz i działacz społeczności żydowskiej.

## Życiorys
Urodził się w Sułkowicach w żydowskiej rodzinie Szymona i Bronisławy. Jego bratem był Salo Fiszgrund (1893–1971), czołowy działacz Bundu, uczestnik powstania w Getcie Warszawskim, po 1949 roku członek PZPR.
Maksymilian uczęszczał do szkoły elementarnej w Sułkowicach, a za sprawą historyka literatury Wilhelma Feldmana trafił do gimnazjum. W późniejszym czasie przetłumaczył na jidysz książkę Feldmana pt. „Cudotwórca”. Po skończeniu gimnazjum udał się na rok do Berlina, gdzie studiował w dziedzinie handlu międzynarodowego. Po powrocie do Polski zostaje dziennikarzem krakowskiego Naprzodu, organu prasowego Polskiej Partii Socjalno-Demokratycznej Galicji i Śląska Cieszyńskiego, a następnie Polskiej Partii Socjalistycznej. Od czasu wybuchu Rewolucji 1905 roku jest członkiem PPS.
Przez pierwsze 2 lata II wojny światowej przebywał w Buczaczu, gdzie udzielał się w społeczności żydowskiej. Po ataku Niemiec na ZSRR został aresztowany. Za sprawą nieznanego działacza PPS wydostał się z więzienia i trafił pod opiekę do Czesława Bobrowskiego. W Krakowie ukrywał się korzystając z aryjskich papierów na nazwisko Feliks Musiołek. Do końca wojny przebywał w Lednicy Górnej u działacza PPS i żołnierza Batalionów Chłopskich Leona Palonki. Od 1942 był członkiem Gwardii Ludowej WRN w okręgu krakowskim. Od 1945 był PPR, a następnie w PZPR.
Po zakończeniu II wojny światowej osiadł w Krakowie, gdzie był członkiem prezydium Wojewódzkiego Komitetu Żydowskiego oraz aktywistą oddziału Towarzystwa Społeczno-Kulturalnego Żydów w Polsce. Był członkiem Związku Żydów byłych Uczestników Walki Zbrojnej z Faszyzmem, a od 1949 Związku Bojowników o Wolność i Demokrację. Był wieloletnim redaktorem Fołks Sztyme.

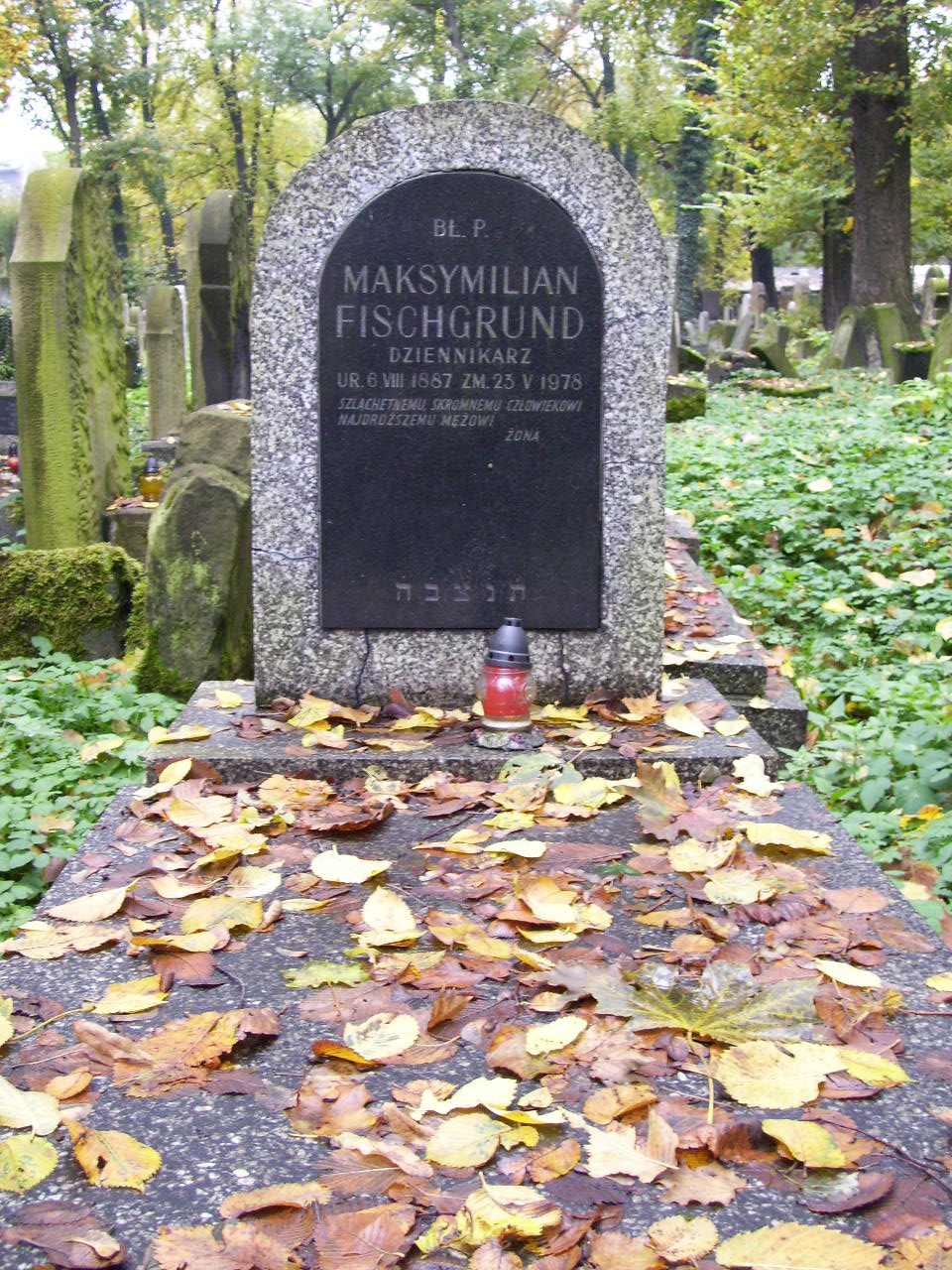
Grób Maksymiliana Fiszgrunda na nowym cmentarzu żydowskim w Krakowie

W 1969 otrzymał Złotą Odznakę „Za Pracę Społeczną dla miasta Krakowa”.
Jego pierwszą żoną była Janina z domu Kunstlinger (ur. 1889), z którą ożenił się w Sułkowicach. Miał z nią dwie córki: Rozię (ur. 1923) i Bronię (ur. 1925). Jego drugą żoną została Alina z domu Birnbaum (1921–2006), dla której również było to drugie małżeństwo. Jego pasierbica Wanda Gołębiowska (1948–2006) była wieloletnią przewodniczącą krakowskiego oddziału TSKŻ.
Zmarł w Krakowie, pochowany na nowym cmentarzu żydowskim przy ulicy Miodowej. 